# Vladimir Markelov
Vladimir Markelov (ryska: Владимир Николаевич Маркелов), född 24 oktober 1957 i Tjeljabinsk, Tjeljabinsk oblast, död 30 oktober 2023, var en rysk gymnast som tävlade för Sovjetunionen.
Han tog OS-guld i lagmångkampen i samband med de olympiska gymnastiktävlingarna 1976 i Montréal.
Bedriften överträffades genom OS-guld i samma gren i samband med de olympiska gymnastiktävlingarna 1980 i Moskva.